# Seirocastnia tribuna
Seirocastnia tribuna är en fjärilsart som beskrevs av Jacob Hübner 1825. Seirocastnia tribuna ingår i släktet Seirocastnia och familjen nattflyn. Inga underarter finns listade.